# Karl-Friedrich Haas (Unternehmer)
Karl-Friedrich Haas (* 7. April 1921; † 23. August 2010) war ein deutscher Unternehmer im elektrotechnischen Handwerk. Er wurde am 25. März 1988 mit dem Verdienstorden der Bundesrepublik Deutschland (Verdienstkreuz 1. Klasse) ausgezeichnet.
Haas war von 1978 bis 1992 Präsident des Zentralverbandes der deutschen elektro- und informationstechnischen Handwerke, danach war er dessen Ehrenpräsident.